# Melanie Martinez
Melanie Adele Martinez, ameriška pop pevka, * 28. april 1995, Queens, New York, ZDA.

## Biografija
Melanie Adele Martinez se je rodila 28. aprila 1995 v Astorii, Queens, staršema Mery in Joseju Martinezu, ki sta dominikanskega in portoriškega porekla. Njena družina se je preselila v Baldwin v New Yorku na Long Islandu, ko je bila Martinezova stara štiri leta. Martinez je študirala na osnovni šoli Plaza, kjer je imela koristi od ur petja pri svojem učitelju. Pesmi je začela pisati že v vrtcu. Pri štirinajstih letih se je sama naučila igrati kitaro.
Leta 2012, v prvem letniku srednje šole, je Martinez sodelovala v MSG Varsity Talent Show, televizijskem tekmovanju talentov. Zapela je Beatlovsko izvedbo pesmi »Money (That's What I Want)« Barretta Stronga in »Shake Me, Wake Me (When It's Over)«, pred izpadom v drugem krogu.
Istega leta je kot kandidatka sodelovala v 3. sezoni ameriške izdaje The Voice. Avdicijo je opravila s pesmijo »Toxic« Britney Spears. Trije sodniki, Adam Levine, Cee Lo Green in Blake Shelton, so se obrnili in odločila se je pridružiti ekipi Adama Levinea. Končala je med najboljših 6.
Po programu je začela delati na svojem glasbenem projektu. Njen prvi singel »Dollhouse« je izšel 9. februarja 2014. 7. aprila 2014 je podpisala pogodbo z založbo Atlantic Records. Njen prvi EP s štirimi skladbami Dollhouse je izšel 19. maja. Njen drugi singel, »Carousel«, je prejel zlati certifikat RIAA in je bil uporabljen kot zvočni posnetek v enem od napovednikov za četrto sezono antološke televizijske serije FX, American Horror Story. 
Njen debitantski album »Cry Baby« je izšel 14. avgusta 2015 in debitiral na 6. mestu lestvice Billboard 200. Album je 24. februarja 2017 prejel platinasti certifikat RIAA.

## Diskografija
- Cry Baby (2015)
- K–12 (2019)
- Portals (2023)

## Turneje
- Dollhouse Tour (2014–2015)
- Cry Baby Tour (2015–2017)
- K–12 Tour (2019–2020)
- Portals Tour (2023–2024)
- The Trilogy Tour (2024)